# Pendling

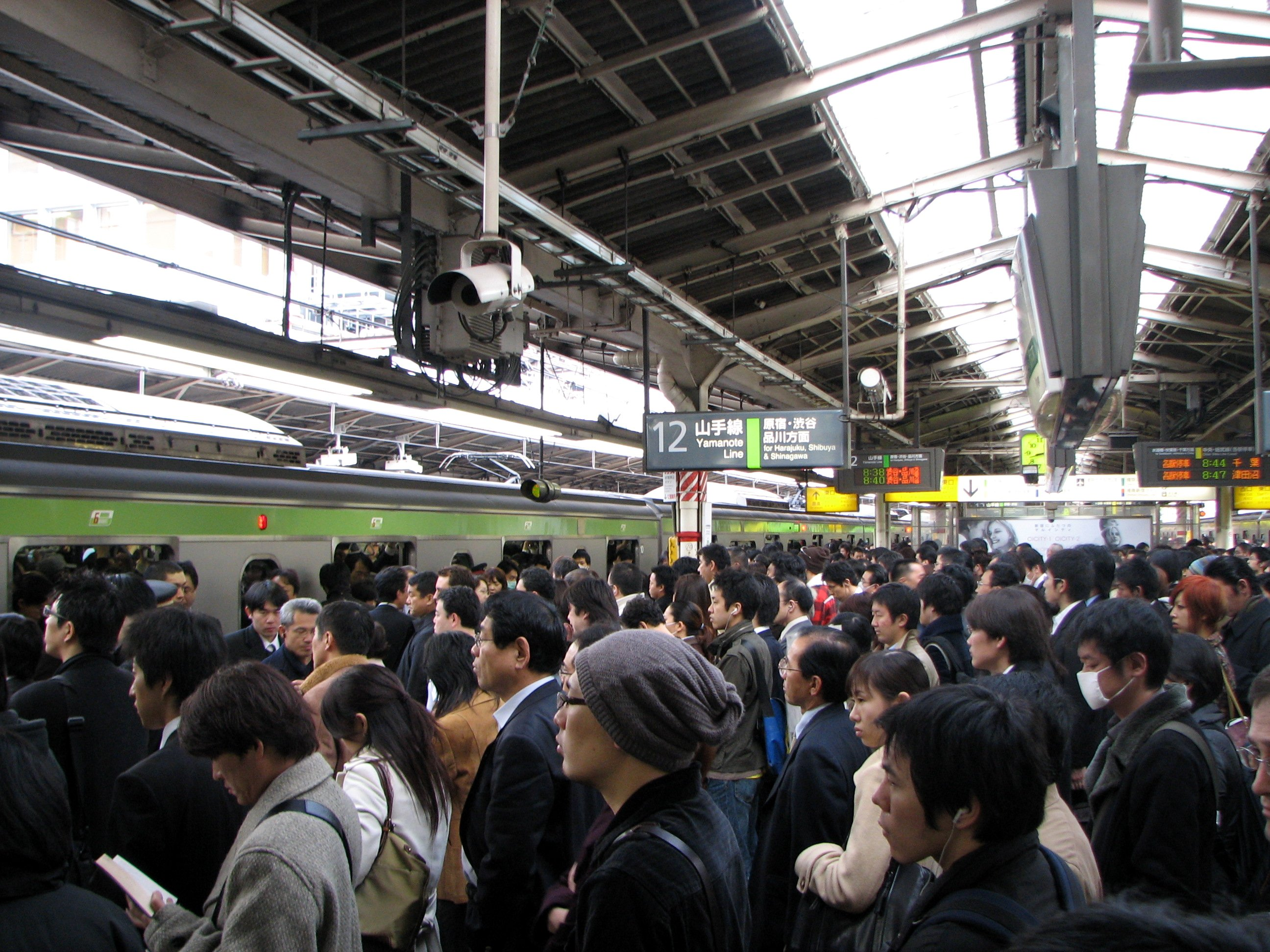
Pendlare i rusningstid i Shinjuku i Japan.

Pendling eller arbetspendling är regelbundet resande, oftast hemifrån till arbets- eller studieplats och tillbaka. Ordet pendling används typiskt endast om regelbundna resor där sträcka eller restid är icke-försumbar. Exempelvis säger man typiskt inte att man pendlar till arbetet om avståndet från hemmet är en cykeltur på 5 minuter. Gränsen mätt i kilometer, eller tid, för vad som enbart kallas arbetsresor och vad som övergår till att kallas arbetspendling är inte fastlagd.
För att av miljö- och trafikmässiga skäl uppmuntra till gemensamt åkande, har det på många platser ordnats så kallade pendelparkeringar.